# لی کی یونگ
لی کی یونگ (کره‌ای: 이기영؛ زادهٔ ۲۶ اوت ۱۹۶۳) بازیگر اهل کره جنوبی است. از نقش‌های قابل توجه او می‌توان به ماراتون (۲۰۰۵)، زندگی تلخ و شیرین (۲۰۰۵) و عاشقم نباش (۲۰۰۶) اشاره کرد.

## فیلم‌شناسی
- منتخب فیلم‌شناسی

### فیلم
- زنده خواهم ماند (۱۹۹۳)
- تروریسم (۱۹۹۵)
- خانواده آرام (۱۹۹۸)
- ماراتون (۲۰۰۵)
- شب در بهشت (۲۰۲۰)

### مجموعه‌های تلویزیونی
- گرگ و میش (ام‌بی‌سی، ۲۰۰۷)
- چهره پادشاه (کی‌بی‌اس، ۲۰۱۴)
- وقتی تو خواب بودی (اس‌بی‌اس، ۲۰۱۷)
- شاهزاده بزرگ (تی‌وی چوسان، ۲۰۱۸)
- کشیش بی‌اعصاب (حضور افتخاری) (اس‌بی‌اس، ۲۰۱۹)
- بی‌خانمان (اس‌بی‌اس، ۲۰۱۹)
- یک خواستگاری کاری (اس‌بی‌اس، ۲۰۲۲)
- دهن لق (ام‌بی‌سی، ۲۰۲۲)